# Asaphis violascens

Rechter klep

Asaphis violascens is een tweekleppigensoort uit de familie van de Psammobiidae. De wetenschappelijke naam van de soort is voor het eerst geldig gepubliceerd in 1775 door Forsskål.
Rechter en linker klep van hetzelfde exemplaar:

Rechter klep
Linker klep

Gele vorm
- Rechter klep